# Unione Sportiva Scafatese 1946-1947
Questa voce raccoglie le informazioni riguardanti l'Unione Sportiva Scafatese nelle competizioni ufficiali della stagione 1946-1947.

## Rosa
| N. |                   | Ruolo | Calciatore          |
| -- | ----------------- | ----- | ------------------- |
|    | Italia (bandiera) | P     | Boselli             |
|    | Italia (bandiera) | C     | Giovanni Chiricallo |
|    | Italia (bandiera) | A     | Domenico De Vito    |
|    | Italia (bandiera) | A     | Armando Longhi      |
|    | Italia (bandiera) | C     | Andrea Lo Presti    |
|    | Italia (bandiera) | A     | Pasquale Nasti      |
|    | Italia (bandiera) | C     | Fulvio Nesti        |
|    | Italia (bandiera) | D     | F. Pannoli          |

| N. |                   | Ruolo | Calciatore         |
| -- | ----------------- | ----- | ------------------ |
|    | Italia (bandiera) | A     | Aldo Paone         |
|    | Italia (bandiera) | D     | Antonio Punzi      |
|    | Italia (bandiera) | D     | Silvio Rispoli     |
|    | Italia (bandiera) | C     | Mario Saracino     |
|    | Italia (bandiera) | C     | Gastone Snidersich |
|    | Italia (bandiera) | A     | Pietro Varona      |
|    | Italia (bandiera) | P     | Ernani Vassallo    |
|    | Italia (bandiera) | A     | C. Vignapiano      |